# Filip de Tessalònica
Filip de Tessalònica (grec antic: Φίλιππος; llatí: Philippus) va ser un poeta epigramàtic grec del temps de l'emperador Trajà, que va compondre gran nombre d'epigrames i va compilar una de les antigues antologies gregues coneguda com l'antologia de Filip de Tessalònica (Ανθολογία) que inclou epigrames de poetes del segle i i alguns d'anteriors, com Antípater de Tessalònica, Crinàgores, Antífil, Tul·li, Filòdem de Gàdara, Parmenió, Antífanes, Automedó, Bianor, Antígon, Diodor el jove, Evenos i altres (el més antic és Filòdem del segle i aC i el més modern Automedó contemporani de Nerva).
A l'antologia grega hi ha diversos epigrames suposadament seus (uns noranta) però una part no són realment seus.